# Göddenstedt
Göddenstedt ist ein Ortsteil der Gemeinde Rosche im niedersächsischen Landkreis Uelzen.

## Geografie und Verkehrsanbindung
Göddenstedt liegt südöstlich des Kernortes Rosche an der Kreisstraße K 16. Nördlich verläuft die B 493 und südlich die B 71. Westlich und nördlich vom Ort fließt die Wipperau, ein rechter Nebenfluss der Ilmenau. Südlich liegt das Gut Göddenstedt.

## Sehenswürdigkeiten
Als Baudenkmale sind ausgewiesen (siehe Liste der Baudenkmale in Rosche#Einzeldenkmale in Göddenstedt):
- die Zufahrt von Norden mit Lindenallee, Graben, Wall und Vorplatz, Scheune (Göddenstedt Nr. 1)
- Göddenstedter Mühle, eine Windmühle
- Gut Göddenstedt